# 鈴 (仏具)

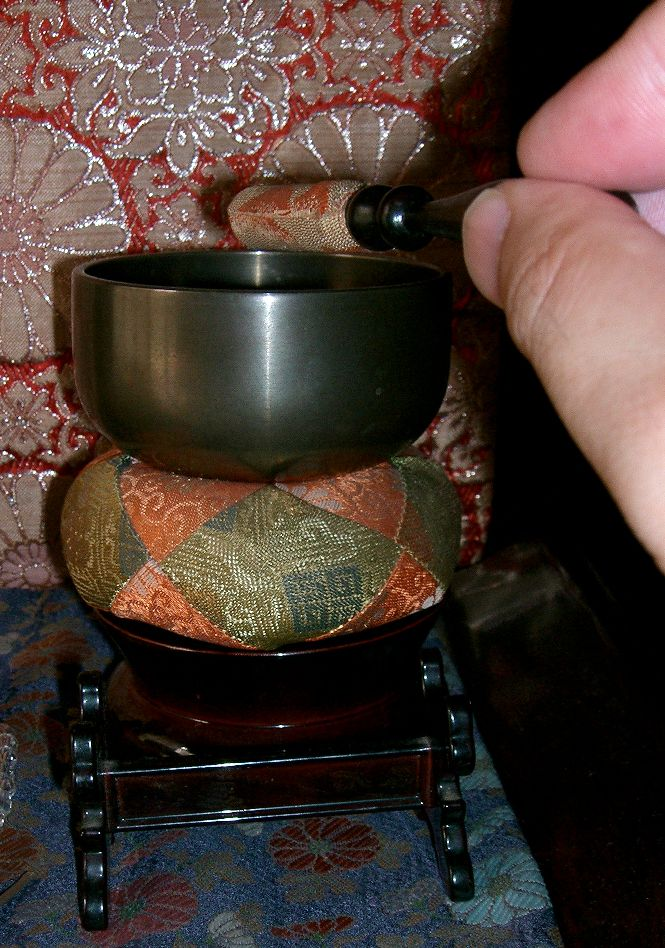
（上から）
鈴棒
鈴（りん）
鈴ふとん
鈴台（丸型）
鈴棒台（手前横向き）

鈴（りん、れい、英: Singing bowl）とは、仏具の1つである。

## りん
「鈴」（りん）とは、仏具の1つ。「お鈴」（おりん）ということもある。「錀」とも書く。「鈴台」などとともに用いる。

### りんの概要
用法
縁を棒で打ち鳴らして用いる。
「鈴台」と呼ばれる台の上に、「鈴布団」と呼ばれる中敷を置き、その上に「鈴」を乗せて用いる。
勤行の際に、経典などの読誦の開始・区切り・終了の合図として打つ。また、合掌を解く合図としても打つ。
鈴を打つ際に用いる棒を、「鈴棒」（りんぼう）、「撥」（ばち）、「棓」（ばい）と呼ぶ。
形状・大きさ
形状は、鉢状、もしくは壷状。
大きさは、仏壇では直径が二寸三分(7cm)から五寸(15cm)程度の小型の物が用いられる。
直径が六寸(18cm)以上の大型の物は、寺院用仏具として扱われる。寺院用の物は、「鈴」（りん）とは呼ばずに、「磬子」（『きんす』もしくは『けいす』）・「磬」・「鏧」（読みはいずれも「きん」）などと呼称する。縁が厚くなり、色も黒く漆を焼付けたものが多い。

#### その他
印鏧
小型の「鈴」に布団と柄を付けて携帯できるようにしたもの。
高台りん
金属製の足と一体になった物は、「高台りん」と呼ばれる。

### 鈴台
「鈴台」（りんだい）とは、「鈴」を置くための仏具のこと。
形状
一般に丸型、六角型の物が多い。

#### 真宗大谷派用の鈴台とその作法について
真宗大谷派で用いられる「鈴台」
真宗大谷派では、正六面体の形状をした専用の「鈴台」を用いるのが正式である。
鈴台側面の透かしの形状により、「後平型」・「八猪目型」・「壺繰型」がある。
真宗大谷派においては、鈴台を畳の上に直に置いて用いるのが正式な作法である。小型の鈴台の場合は、畳の上におくと打ちにくいため、経卓（きょうじょく）などの上において用いることも許容されている。
大谷派専用の鈴台を用いる際は、「雲輪」（くもわ）を用いる。小型の鈴台の場合は、「雲輪」の略式として「金襴輪」（きんらんわ）を用いる場合もある。「鈴ふとん」は用いない。
真宗大谷派における「鈴」の作法
「撥」（鈴棒）は「鈴」の中に納める。「リン棒台」は用いない。
勤行中に「撥」を置く位置は、「鈴台」の上の「雲輪」（「金襴輪」）の右側に置くのが作法である。

## れい

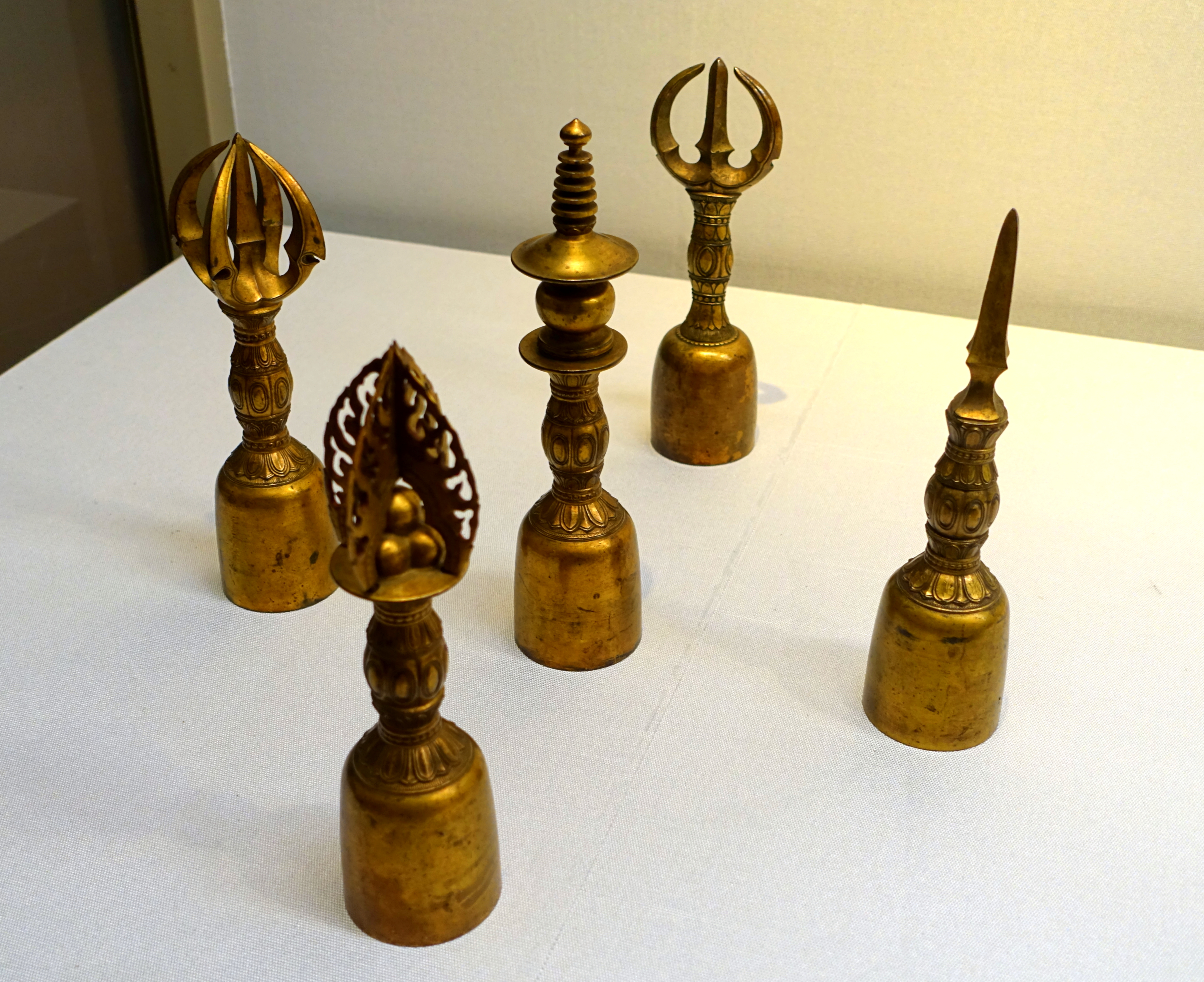
金銅五種鈴（静岡・法多山尊永寺蔵、東京国立博物館寄託、重要文化財） 中央が塔鈴、手前が宝珠鈴、以下、時計回りに五鈷鈴、三鈷鈴、独鈷鈴。

鈴（れい）とは、密教では、小型の鐘に似た手持ちの仏具である。金剛鈴（こんごうれい）、宝珠鈴（ほうじゅれい）などが知られる。

### 金剛鈴の種類
塔鈴（とうれい）

宝珠鈴（ほうじゅれい）

独鈷鈴（とっこれい）
古くは武器の一種であった独鈷杵（とっこしょ）の片側に鈴がついたもの。
三鈷鈴（さんこれい）
三鈷杵（さんこしょ）の片側に鈴がついたもの。
五鈷鈴（ごこれい）
五鈷杵（ごこしょ）の片側に鈴がついたもの。
以上を五種鈴と称する。密教の修法に用いる大壇上では、塔鈴を中央、残り四鈴をその四方に配す。塔鈴は大日如来、四方の四鈴はその他四如来の象徴であり、全体として五智如来を表す。

## 打楽器としての利用
現代音楽などではしばし打楽器として仏具の鈴が用いられる。またティンパニ上に鈴をいくつか乗せ、鈴を叩いた後、ティンパニのペダルを操作するなどの奏法がある。
仏具の鈴を打楽器として管弦楽の編成の中に組み込んでいる作曲家として、細川俊夫や坂田直樹などが挙げられる。
ポップス界では元たまの石川浩司がパーカッションセットに組み入れて演奏していた。
シンギングボウルマッサージは、人の感情状態と筋肉系をリラックスさせる方法として世界中で知られている。